# Suchokwiat

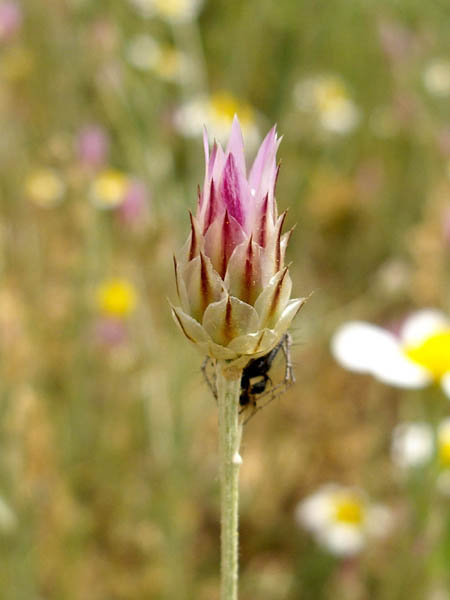
Xeranthemum inapertum

Suchokwiat, nieśmiertelnik (Xeranthemum L.) – rodzaj roślin z rodziny astrowatych (Asteraceae). Obejmuje co najmniej 5 gatunków występujących w basenie Morza Śródziemnego, z czego 3 gatunki w południowej Europie, pozostałe w północnej Afryce i południowo-zachodniej Azji. Rosną w miejscach suchych i skalistych. Nazwa rodzajowa pochodzi od greckich słów xeros i anthos, które oznaczają „suchy kwiat”. Suchokwiat roczny jest popularną, „nieśmiertelną” rośliną ozdobną – po zasuszeniu nie traci swoich barw.

## Morfologia
PokrójRośliny jednoroczne o wysokości pędów do 75 cm.
LiściePodługowate do równowąskich, całobrzegie, przynajmniej od spodu kosmato owłosione.
KwiatySkupione w pojedynczych główkach osadzonych na długich szypułach. Korony kwiatów różowe lub białe. Drobne kwiaty rurkowate otoczone są łuskowatymi kwiatami języczkowatymi. Łuski okrywy wyrastają w kilku rzędach, przy czym najwyższe są okazałe, błoniaste i białe – przypominają płatki korony – zewnętrzne są łuskowate.
OwoceNiełupki z puchem kielichowym zredukowanym do drobnych łusek.

## Systematyka
Rodzaj z podplemienia Carduinae, plemienia Cardueae, podrodziny Carduoideae w obrębie rodziny astrowatych (Asteraceae).
Wykaz gatunków
- Xeranthemum annuum L. – suchokwiat roczny
- Xeranthemum cylindraceum Sm. – suchokwiat cylindryczny
- Xeranthemum inapertum (L.) Mill.
- Xeranthemum longepapposum Fisch. & C.A.Mey.
- Xeranthemum squarrosum Boiss.

## Uprawa
Rośliny uprawiane na stanowiskach słonecznych (ale znoszą krótkie przymrozki), na glebach przepuszczalnych i żyznych. Rozmnażane są z nasion wysiewanych do gruntu wiosną.